# Liste der Kulturdenkmale in Pronstorf
In der Liste der Kulturdenkmale in Pronstorf sind alle Kulturdenkmale der schleswig-holsteinischen Gemeinde Pronstorf (Kreis Segeberg) und ihrer Ortsteile aufgelistet (Stand: 10. März 2025).

## Legende
In den Spalten befinden sich folgende Informationen:
- Objekt-ID: die Nummer des Kulturdenkmales
- Lage: die Adresse des Kulturdenkmales und die geographischen Koordinaten. Kartenansicht, um Koordinaten zu setzen. In der Kartenansicht sind Kulturdenkmale ohne Koordinaten mit einem roten Marker dargestellt und können in der Karte gesetzt werden. Kulturdenkmale ohne Bild sind mit einem blauen Marker gekennzeichnet, Kulturdenkmale mit Bild mit einem grünen Marker.
- Offizielle Bezeichnung: Bezeichnung des Kulturdenkmales
- Beschreibung: die Beschreibung des Kulturdenkmales
- Bild: ein Bild des Kulturdenkmales

## Sachgesamtheiten
| Objekt-ID      | Lage                                                                | Offizielle Bezeichnung | Beschreibung | Bild                             |
| -------------- | ------------------------------------------------------------------- | ---------------------- | --- | -------------------------------- |
| 41008 Wikidata | An der Kirche 1, 2, 4, An der Kirche (53° 57′ 29″ N, 10° 28′ 17″ O) | Vicelin-Kirche         | Vicelin-Kirche; um 1200 bis 1895; nordöstlich des Guts Pronstorf gelegenes Ensemble aus Vicelin-Kirche, Kirchhof mit Südertor, Feldsteinböschungsmauer, Mausoleum, Grabmalen bis 1870 und Lindenkranz, sowie Pastorat, Küsterwohnhaus und Neuem Friedhof mit Baumkranz - Begründung: geschichtlich, künstlerisch, städtebaulich, Kulturlandschaft prägend - Schutzumfang: Vicelin-Kirche mit Ausstattung, Kirchhof mit Grabmale bis 1870, Südertor, Feldsteinböschungsmauer, Lindenkranz, Mausoleum (An der Kirche 1); Pastorat (An der Kirche 2), Küsterwohnhaus (An der Kirche 4); Neuer Friedhof mit Baumkranz (An der Kirche) | weitere Fotos \| Fotos hochladen |

## Bauliche Anlagen
| Objekt-ID      | Lage                                                  | Offizielle Bezeichnung         | Beschreibung | Bild                             |
| -------------- | ----------------------------------------------------- | ------------------------------ | --- | -------------------------------- |
| 3557 Wikidata  | An der Kirche 1 (53° 57′ 29″ N, 10° 28′ 17″ O)        | Vicelin-Kirche mit Ausstattung | Wahrscheinlich entstand die Kirche an einer ehemaligen Opferstätte für den Gott der Wenden „Prone“. Es war durchaus üblich, solch alte, heilige Stätten durch die Errichtung einer Kirche zu „christianisieren“. Die Kirche wurde erstmals 1198 urkundlich erwähnt und befindet sich auf einer Anhöhe in der Mitte des Dorfes Pronstorf umgeben von einem Friedhof. Alteintragung (Aktualisierung vorgesehen) - Begründung: geschichtlich, künstlerisch, städtebaulich - Schutzumfang: gesamtes Objekt - Denkmaltyp: Bauliche Anlage, Sachgesamtheit: Vicelin-Kirche              | weitere Fotos \| Fotos hochladen |
| 20849          | An der Kirche 1 (53° 57′ 28″ N, 10° 28′ 14″ O)        | Mausoleum                      | Alteintragung (Aktualisierung vorgesehen) - Begründung: geschichtlich, künstlerisch - Schutzumfang: gesamtes Objekt - Denkmaltyp: Bauliche Anlage, Sachgesamtheit: Vicelin-Kirche | Fotos hochladen                  |
| 24682          | An der Kirche 2 (53° 57′ 29″ N, 10° 28′ 21″ O)        | Pastorat                       | Pastorat; Mitte 19. Jh.; eingeschossiger, traufständiger Backsteinbau unter Satteldach mit übergiebelten Mittelrisaliten - Begründung: geschichtlich, städtebaulich - Schutzumfang: gesamtes Objekt - Denkmaltyp: Bauliche Anlage, Sachgesamtheit: Vicelin-Kirche | BW                               |
| 6449           | Eichenweg 16 (53° 55′ 22″ N, 10° 31′ 59″ O)           | Fachhallenkate                 | Fachhallenkate; 18. Jh.; Zweiständerbau mit 5 Fachen, Eichenfachwerk mit Halbwalmdach in Reetdeckung, Ständer- und Dachwerk weitgehend erhalten, Backsteinfront und Schließung des Dielentors 20. Jh. - Begründung: geschichtlich, Kulturlandschaft prägend - Schutzumfang: gesamtes Objekt - Denkmaltyp: Bauliche Anlage | BW                               |
| 1240 Wikidata  | Ortsteil Gut Pronstorf (53° 57′ 20″ N, 10° 27′ 58″ O) | Gut Pronstorf: Herrenhaus      | Seit dem Mittelalter war Pronstorf im Besitz der sogenannten Ritter von Pronstorf, die eine Nebenlinie der uradeligen Familie Buchwaldt waren und hier einen befestigen Herrensitz, ein Castrum, besaßen. Aus dieser Burg ging während des 16. Jahrhunderts das Adlige Gut Pronstorf hervor, dass mit kleineren Unterbrechungen bis zum 19. Jahrhundert im Besitz der Buchwaldts blieb. Alteintragung (Aktualisierung vorgesehen) - Begründung: Alteintragung (Aktualisierung vorgesehen) - Schutzumfang: Alteintragung (Aktualisierung vorgesehen) - Denkmaltyp: Bauliche Anlage | weitere Fotos \| Fotos hochladen |
| 1241 Wikidata  | Gutshof 1 (53° 57′ 21″ N, 10° 28′ 0″ O)               | Gut Pronstorf: Kavalierhaus    | Alteintragung (Aktualisierung vorgesehen) - Begründung: Alteintragung (Aktualisierung vorgesehen) - Schutzumfang: Alteintragung (Aktualisierung vorgesehen) - Denkmaltyp: Bauliche Anlage | BW                               |
| 1242 Wikidata  | Gutshof 1 (53° 57′ 24″ N, 10° 28′ 3″ O)               | Gut Pronstorf: Teehaus         | Antentempel; Alteintragung (Aktualisierung vorgesehen) - Begründung: Alteintragung (Aktualisierung vorgesehen) - Schutzumfang: Alteintragung (Aktualisierung vorgesehen) - Denkmaltyp: Bauliche Anlage | BW                               |
| 19899 Wikidata | Gutshof 1 (53° 57′ 25″ N, 10° 28′ 4″ O)               | Gut Pronstorf: Torhaus         | Alteintragung (Aktualisierung vorgesehen) - Begründung: Alteintragung (Aktualisierung vorgesehen) - Schutzumfang: Alteintragung (Aktualisierung vorgesehen) - Denkmaltyp: Bauliche Anlage | BW                               |
| 6294 Wikidata  | Pronstorfer Straße 3 (53° 56′ 13″ N, 10° 29′ 12″ O)   | Wohn- und Wirtschaftsgebäude   | Wohn- und Wirtschaftsgebäude; erstes Drittel 19. Jh.; eingeschossiges Bauernhaus in Backsteinbauweise, reetgedecktes Schopfwalmdach mit Eulengiebeln, traufseitiger Wohnteileingang mit Fledermausgaube; Stallscheune, eingeschossiger Fachwerkbau mit Schopfwalmdach - Begründung: geschichtlich, städtebaulich - Schutzumfang: Wohn- und Wirtschaftsgebäude, Stallscheune - Denkmaltyp: Bauliche Anlage | BW                               |

## Gründenkmale
| Objekt-ID      | Lage                                           | Offizielle Bezeichnung | Beschreibung | Bild            |
| -------------- | ---------------------------------------------- | ---------------------- | --- | --------------- |
| 20846 Wikidata | An der Kirche 1 (53° 57′ 29″ N, 10° 28′ 17″ O) | Kirchhof               | Alteintragung (Aktualisierung vorgesehen) - Begründung: geschichtlich, künstlerisch, Kulturlandschaft prägend - Schutzumfang: Kirchhof, Grabmale bis 1870, Südertor, Feldsteinböschungsmauer, Lindenkranz - Denkmaltyp: Gründenkmal, Sachgesamtheit: Vicelin-Kirche | Fotos hochladen |
| 44695          | Hauptstraße (53° 55′ 20″ N, 10° 31′ 36″ O)     | Kaisereiche            | Kaisereiche mit Gedenkstein; 1897; hoch gewachsene Eiche, Gedenkstein mit Inschrifttafel, Grünfläche - Begründung: geschichtlich, städtebaulich - Schutzumfang: Kaisereiche, Gedenkstein, Grünfläche - Denkmaltyp: Gründenkmal                                      | BW              |

## Quelle
- Liste der Kulturdenkmale in Schleswig-Holstein – Kreis Segeberg

- Karte mit allen Koordinaten:
- OSM |
- WikiMap